# Gran Premio motociclistico d'Olanda 1985
Il Gran Premio motociclistico d'Olanda fu il settimo appuntamento del motomondiale 1985; si è trattato della 55ª edizione del Gran Premio motociclistico d'Olanda, 37ª valida per il motomondiale dalla sua istituzione nel 1949.
Si svolse sabato 29 giugno 1985 sul circuito di Assen e corsero tutte le classi oltre ai sidecar. I vincitori furono Randy Mamola in classe 500, Freddie Spencer in classe 250, Pier Paolo Bianchi in classe 125 e Gerd Kafka in classe 80; tra i sidecar si è imposto l'equipaggio Rolf Biland/Kurt Waltisperg.

## Classe 500
In una gara caratterizzata da numerose cadute che hanno coinvolto, tra gli altri, anche i due piloti in testa alla classifica iridata, Freddie Spencer e Eddie Lawson, si è imposto un altro statunitense, Randy Mamola, già vincitore della scorsa edizione del GP. Ha preceduto sul traguardo il britannico Ron Haslam e l'australiano Wayne Gardner.

### Arrivati al traguardo
| Pos. | Pilota               | Moto   | Tempo    | Griglia | Punti |
| ---- | -------------------- | ------ | -------- | ------- | ----- |
| 1    | Randy Mamola         | Honda  | 50.47.22 | 4       | 15    |
| 2    | Ron Haslam           | Honda  | 51.00.18 | 8       | 12    |
| 3    | Wayne Gardner        | Honda  | 51.22.98 | 5       | 10    |
| 4    | Boet van Dulmen      | Honda  | 51.36.63 | 11      | 8     |
| 5    | Pierre-Etienne Samin | Honda  | 51.42.33 | 21      | 6     |
| 6    | Didier de Radiguès   | Honda  | 52.13.93 | 7       | 5     |
| 7    | Robert McElnea       | Suzuki | 53.06.94 | 9       | 4     |
| 8    | Mile Pajic           | Honda  | 1 giro   | 33      | 3     |
| 9    | Henk van der Mark    | Honda  | 1 giro   | 15      | 2     |
| 10   | Rob Punt             | Suzuki | 1 giro   | 23      | 1     |
| 11   | Massimo Messere      | Honda  | 1 giro   | 28      |       |
| 12   | Fabio Biliotti       | Honda  | 1 giro   | 27      |       |
| 13   | Franco Uncini        | Suzuki | 1 giro   | 13      |       |
| 14   | Manfred Fischer      | Honda  | 1 giro   | 30      |       |
| 15   | Armando Errico       | Honda  | 1 giro   | 32      |       |
| 16   | Ray Swann            | Suzuki | 1 giro   | 36      |       |
| 17   | Paul Iddon           | Suzuki | 3 giri   | 26      |       |
| 18   | Marco Papa           | Suzuki | 3 giri   | 31      |       |
| 19   | Maarten Duyzers      | Suzuki | 3 giri   | 34      |       |

### Ritirati
| Pilota              | Moto       | Motivo | Griglia |
| ------------------- | ---------- | ------ | ------- |
| Marco Lucchinelli   | Cagiva     |        | 35      |
| Eddie Lawson        | Yamaha     |        | 3       |
| Eero Hyvärinen      | Honda      |        | 12      |
| Mike Baldwin        | Honda      |        | 14      |
| Christian Le Liard  | Chevallier |        | 19      |
| Raymond Roche       | Yamaha     |        | 6       |
| Karl Truchsess      | Honda      |        | 25      |
| Mark Salle          | Suzuki     |        | 29      |
| Thierry Espié       | Chevallier |        | 20      |
| Dave Petersen       | Honda      |        | 16      |
| Gustav Reiner       | Honda      |        | 17      |
| Takazumi Katayama   | Honda      |        | 22      |
| Christian Sarron    | Yamaha     |        | 2       |
| Steve Parrish       | Yamaha     |        | 24      |
| Freddie Spencer     | Honda      |        | 1       |
| Wolfgang von Muralt | Suzuki     |        | 18      |
| Sito Pons           | Suzuki     |        | 10      |

## Classe 250
Anche in questa classe numerose sono state le cadute, tra cui quella del pilota che aveva ottenuto la pole position, il venezuelano Carlos Lavado. La gara ha visto ai primi tre posti lo statunitense Freddie Spencer e i due piloti tedeschi Martin Wimmer e Anton Mang. Proprio questi stessi tre piloti nello stesso ordine capeggiano la classifica provvisoria del campionato.

### Arrivati al traguardo
| Pos. | Pilota                 | Moto       | Tempo    | Griglia | Punti |
| ---- | ---------------------- | ---------- | -------- | ------- | ----- |
| 1    | Freddie Spencer        | Honda      | 45.14.57 | 2       | 15    |
| 2    | Martin Wimmer          | Yamaha     | 45.26.87 | 3       | 12    |
| 3    | Anton Mang             | Honda      | 45.31.06 | 29      | 10    |
| 4    | Loris Reggiani         | Aprilia    | 45.49.42 | 7       | 8     |
| 5    | Jacques Cornu          | Honda      | 46.01.56 | 5       | 6     |
| 6    | Donnie McLeod          | Armstrong  | 46.08.04 | 14      | 5     |
| 7    | Jean-Michel Mattioli   | Yamaha     | 46.16.15 | 13      | 4     |
| 8    | Reinhold Roth          | Yamaha     | 46.17.23 | 10      | 3     |
| 9    | Stéphane Mertens       | Yamaha     | 46.24.96 | 4       | 2     |
| 10   | Jean Foray             | Chevallier | 46.25.21 | 11      | 1     |
| 11   | Pierre Bolle           | Honda      | 46.42.36 | 16      |       |
| 12   | Siegfried Minich       | Yamaha     | 46.45.97 | 24      |       |
| 13   | Alan Carter            | Yamaha     | 46.51.90 | 27      |       |
| 14   | Niall Mackenzie        | Armstrong  | 46.54.22 | 12      |       |
| 15   | Hans Lindner           | Rotax      | 46.55.43 | 30      |       |
| 16   | Jean-Louis Guignabodet | Rotax      | 47.23.65 | 15      |       |
| 17   | Roland Freymond        | Yamaha     | 47.43.94 | 19      |       |
| 18   | August Auinger         | Bartol     | 47.44.36 | 22      |       |
| 19   | Harald Eckl            | Yamaha     | 47.44.65 | 20      |       |
| 20   | Edwin Weibel           | Yamaha     | 47.50.72 | 21      |       |
| 21   | Luis Miguel Reyes      | Cobas      | 1 giro   | 18      |       |
| 22   | Andy Watts             | EMC        |          | 23      |       |
| 23   | Manfred Herweh         | Real       |          | 36      |       |
| 24   | Stefano Caracchi       | MBA        |          | 34      |       |
| 25   | René Delaby            | Rotax      |          | 31      |       |
| 26   | Jean-Luc Guillemet     | Yamaha     |          | 26      |       |

### Ritirati
| Pilota            | Moto   | Motivo | Griglia |
| ----------------- | ------ | ------ | ------- |
| Carlos Lavado     | Yamaha |        | 1       |
| Fausto Ricci      | Honda  |        | 8       |
| Hans Becker       | Yamaha |        | 25      |
| Carlos Cardús     | Cobas  |        | 6       |
| Geoff Fowler      | Yamaha |        | 33      |
| Dominique Sarron  | Honda  |        | 17      |
| Antonio Garcia    | Cobas  |        | 28      |
| Anders Skov       | Yamaha |        | 35      |
| Thierry Rapicault | Yamaha |        | 32      |

### Non partito
| Pilota       | Moto  | Motivo | Griglia |
| ------------ | ----- | ------ | ------- |
| Juan Garriga | Rotax |        | 9       |

## Classe 125
Il podio dell'ottavo di litro è stato composto da tre piloti italiani: Pier Paolo Bianchi ha preceduto Ezio Gianola e Fausto Gresini; anche la classifica provvisoria è capeggiata dagli stessi tre piloti, con Bianchi che precede Gresini e Gianola.

### Arrivati al traguardo
| Pos. | Pilota             | Moto    | Tempo    | Griglia | Punti |
| ---- | ------------------ | ------- | -------- | ------- | ----- |
| 1    | Pier Paolo Bianchi | MBA     | 43.49.24 | 4       | 15    |
| 2    | Ezio Gianola       | Garelli | 43.58.89 | 2       | 12    |
| 3    | Fausto Gresini     | Garelli | 44.13.02 | 1       | 10    |
| 4    | Jean-Claude Selini | MBA     | 44.18.00 | 5       | 8     |
| 5    | Jussi Hautaniemi   | MBA     | 44.23.02 | 11      | 6     |
| 6    | Bruno Kneubühler   | MBA     | 44.41.80 | 10      | 5     |
| 7    | Luca Cadalora      | MBA     | 44.42.51 | 9       | 4     |
| 8    | August Auinger     | MBA     | 44.46.97 | 6       | 3     |
| 9    | Alfred Waibel      | MBA     | 45.38.97 | 15      | 2     |
| 10   | Thierry Feuz       | MBA     | 45.46.53 | 17      | 1     |
| 11   | Jacky Hutteau      | MBA     | 46.11.65 | 19      |       |
| 12   | Jan Eggens         | EGA     | 46.14.26 | 29      |       |
| 13   | Andrés Sánchez     | MBA     | 46.15.38 | 14      |       |
| 14   | Wilhelm Lücke      | MBA     | 46.33.92 | 35      |       |
| 15   | Mike Leitner       | MBA     | 46.36.47 | 23      |       |
| 16   | Lucio Pietroniro   | MBA     | 1 giro   | 3       |       |
| 17   | Adolf Stadler      | MBA     |          | 36      |       |
| 18   | Peter Sommer       | MBA     |          | 33      |       |
| 19   | Anton Straver      | MBA     | 2 giri   | 13      |       |
| 20   | Håkan Olsson       | MBA     |          | 25      |       |
| 21   | Thomas Pedersen    | MBA     |          | 18      |       |

### Ritirati
| Pilota             | Moto | Motivo | Griglia |
| ------------------ | ---- | ------ | ------- |
| Giuseppe Ascareggi | MBA  |        | 7       |
| Alex Bedford       | MBA  |        | 21      |
| Esa Kytölä         | MBA  |        | 20      |
| Steve Mason        | MBA  |        | 32      |
| Robin Appleyard    | MBA  |        | 26      |
| Willy Hupperich    | Seel |        | 30      |
| Helmut Lichtenberg | MBA  |        | 31      |
| Norbert Peschke    | MBA  |        | 24      |
| Boy van Erp        | MBA  |        | 34      |
| Olivier Liégeois   | MBA  |        | 8       |
| Willy Pérez        | MBA  |        | 12      |
| Johnny Wickström   | MBA  |        | 16      |
| Michel Escudier    | MBA  |        | 27      |
| Ton Spek           | MBA  |        | 28      |
| Eric Gijsel        | MBA  |        | 37      |

## Classe 80
Ritorno alle competizioni nelle piccolissime cilindrate per il pluriiridato Ángel Nieto ingaggiato dalla Derbi ma che non è riuscito a concludere la gara. Prima vittoria nel motomondiale per il pilota austriaco Gerd Kafka che ha preceduto lo svizzero Stefan Dörflinger (che capeggia la classifica del campionato) e lo spagnolo Jorge Martínez.

### Arrivati al traguardo
| Pos. | Pilota                | Moto       | Tempo    | Griglia | Punti |
| ---- | --------------------- | ---------- | -------- | ------- | ----- |
| 1    | Gerd Kafka            | Seel       | 33.33.88 | 7       | 15    |
| 2    | Stefan Dörflinger     | Krauser    | 34.06.94 | 1       | 12    |
| 3    | Jorge Martínez        | Derbi      | 34.35.41 | 2       | 10    |
| 4    | Manuel Herreros       | Derbi      | 34.48.47 | 6       | 8     |
| 5    | Henk van Kessel       | Huvo-Casal | 34.54.26 | 10      | 6     |
| 6    | Theo Timmer           | Huvo-Casal | 34.56.51 | 14      | 5     |
| 7    | Serge Julin           | Casal      | 35.02.61 | 11      | 4     |
| 8    | Juan Ramón Bolart     | Autisa     | 35.03.59 | 16      | 3     |
| 9    | Kees Besseling        | CJB        | 35.28.44 | 19      | 2     |
| 10   | Gerhard Waibel        | Seel       | 35.28.80 | 3       | 1     |
| 11   | Rainer Kunz           | Ziegler    | 35.30.05 | 9       |       |
| 12   | Wilco Zeelenberg      | Huvo-Casal | 35.57.16 | 21      |       |
| 13   | Günter Schirnhofer    | Krauser    | 35.57.51 | 22      |       |
| 14   | Henri van Heist       | Casal      | 36.00.39 | 24      |       |
| 15   | Stefan Prein          | Huvo-Casal | 36.27.04 | 17      |       |
| 16   | Domingo Gil Blanco    | Autisa     | 36.41.10 | 13      |       |
| 17   | Jos van Dongen        | Casal      | 37.32.13 | 23      |       |
| 18   | Jean-Marc Velay       | Casal      | 1 giro   | 28      |       |
| 19   | Johan Auer            | Eberhardt  |          | 33      |       |
| 20   | Francisco Torrontegui | Cobas      |          | 36      |       |
| 21   | Bernd Rossbach        | Huvo-Casal |          | 15      |       |
| 22   | Zdravko Matulja       | Ziegler    |          | 29      |       |
| 23   | Reinhard Koberstein   | Seel       |          | 18      |       |
| 24   | Mika-Sakari Komu      | Eberhardt  |          | 34      |       |
| 25   | Thomas Engl           | Esch       |          | 30      |       |
| 26   | Chris Baert           | Eberhardt  |          | 31      |       |
| 27   | Otto Machinek         | Om-Spezial |          | 35      |       |
| 28   | Aad Wijsman           | Harmsen    | 2 giri   | 32      |       |

### Ritirati
| Pilota           | Moto     | Motivo | Griglia |
| ---------------- | -------- | ------ | ------- |
| Ian McConnachie  | Krauser  |        | 5       |
| Ángel Nieto      | Derbi    |        | 4       |
| Paolo Priori     | Lusuardi |        | 20      |
| Bert Smit        | BZ       |        | 12      |
| René Dunki       | Krauser  |        | 25      |
| Steve Mason      | Huvo     |        | 26      |
| Hans Koopman     | Ziegler  |        | 27      |
| Paul Rimmelzwaan | Harmsen  |        | 8       |

## Classe sidecar
Rolf Biland-Kurt Waltisperg ad Assen portano all'esordio il nuovo motore Krauser; in qualifica ottengono solo l'11º posto ma alla partenza si portano immediatamente in testa. La loro leadership dura poco, perché vengono quasi subito superati dai polemen Steve Webster-Tony Hewitt, che guidano la gara finché non sono protagonisti di un brutto incidente: il loro sidecar finisce in testacoda sull'erba e termina la sua corsa in un fossato proprio davanti a un gruppo di fotografi (Hewitt peraltro deve essere recuperato in acqua da un commissario). In testa passano Egbert Streuer-Bernard Schnieders, che però devono infine rallentare per problemi ai freni e cedere due posizioni a Biland-Waltisperg, che si aggiudicano il GP, e a Werner Schwärzel-Fritz Buck.
In classifica Schwärzel rimane leader con 39 punti, ma ha solo una lunghezza di margine su Biland; Streuer è terzo a 28.

### Arrivati al traguardo (posizioni a punti)[6]
| Pos | Pilota           | Passeggero            | Moto        | Tempo     | Punti |
| --- | ---------------- | --------------------- | ----------- | --------- | ----- |
| 1   | Rolf Biland      | Kurt Waltisperg       | LCR-Krauser | 39'01"47. | 15    |
| 2   | Werner Schwärzel | Fritz Buck            | LCR-Yamaha  | 39'04"51  | 12    |
| 3   | Egbert Streuer   | Bernard Schnieders    | LCR-Yamaha  | 39'07"79  | 10    |
| 4   | Alfred Zurbrügg  | Martin Zurbrügg       | LCR-Yamaha  | 39'59"65  | 8     |
| 5   | Mick Barton      | Simon Birchall        | LCR-Yamaha  | 40'13"60  | 6     |
| 6   | Steve Abbott     | Shaun Smith           | Ham-Yamaha  | 40'35"73  | 5     |
| 7   | Hein van Drie    | Ian Colquhoun         | LCR-Yamaha  | 40'37"76  | 4     |
| 8   | Martin Kooij     | Raimond van den Groep | Kova-Yamaha | 40'56"98  | 3     |
| 9   | Theo van Kempen  | Geral de Haas         | LCR-Yamaha  | 40'59"52  | 2     |
| 10  | Dennis Bingham   | Julia Bingham         | LCR-Yamaha  | 41'04"34  | 1     |